# Andreas Krüger (Mediziner)
Andreas Krüger (* 1964) ist ein deutscher Facharzt für Kinder- und Jugendpsychiatrie und Psychotherapie.

## Leben

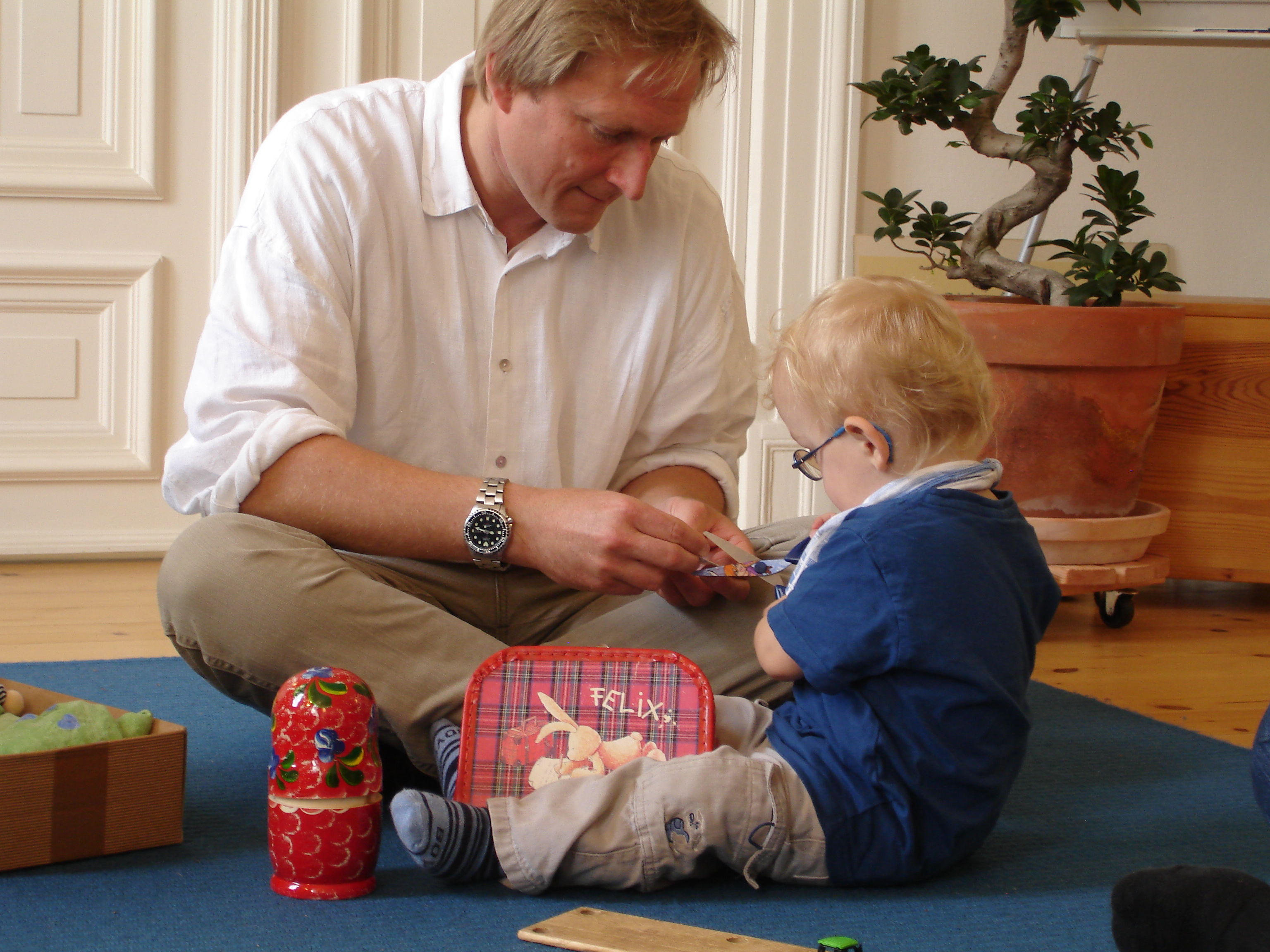
Andreas Krüger in seiner Hamburger Praxis (2011)

Krügers Schwerpunkt liegt in der Behandlung psychisch traumatisierter Kinder, Jugendlicher und ihrer Familien. Er verfolgt einen integrativen Ansatz in der Therapie des Traumas, der die systematische Vernetzung von Hilfsangeboten sowie die Aus- und Fortbildung von Therapeuten, Ärzten, Polizeibeamten, Rettungskräften, Seelsorgern und Pädagogen umfasst. Zusammen mit Luise Reddemann entwickelte er das PITT-KID-Behandlungsverfahren.
Krüger ist Autor mehrerer Bücher zum Thema Traumatherapie bei Kindern, die von der medizinischen Fachpresse ausführlich rezensiert wurden und für eine interdisziplinär und multiprofessionell ausgerichtete Therapie als Standardwerke gelten. Als Experte zum Thema Traumata bei Kindern und Jugendlichen nahm er 2008 am 1. Interdisziplinären Symposium gegen häusliche Gewalt in bildungsnahen Schichten im Haus der Kulturen in Berlin teil.

## Ankerland e. V.

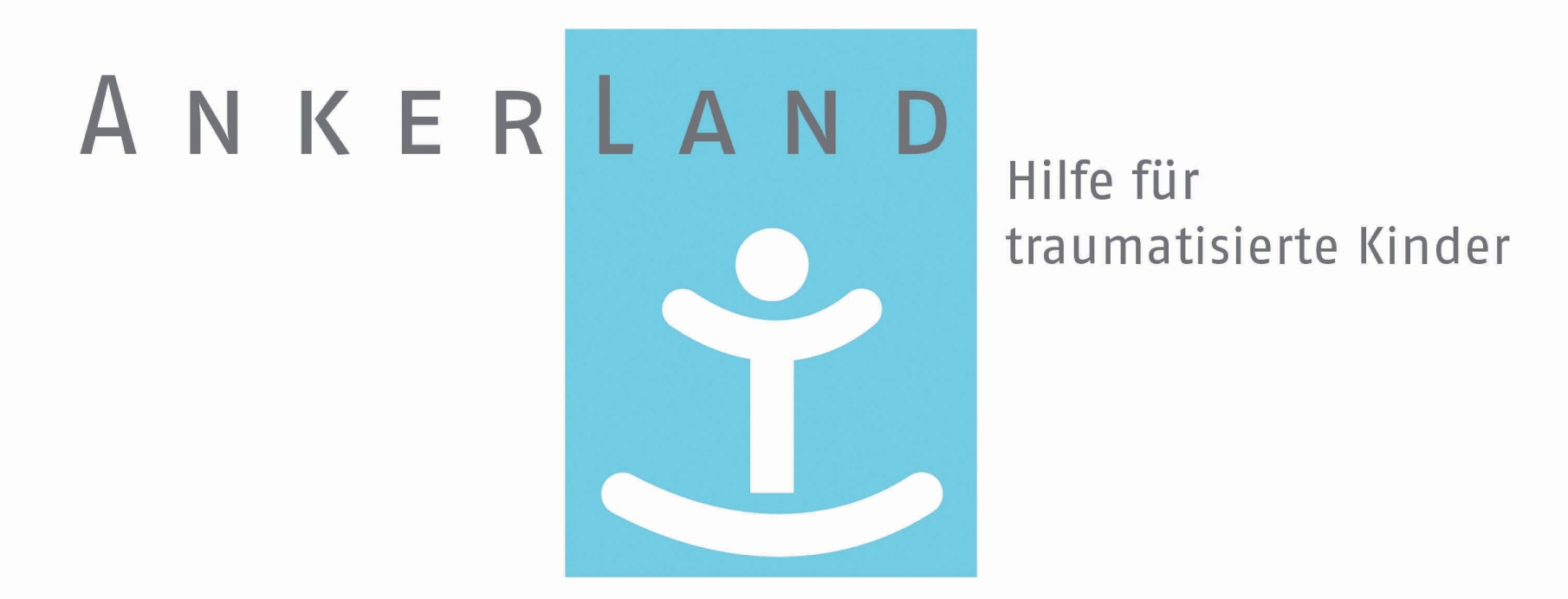
Das Logo des Fördervereins Ankerland

2008 gründete Andreas Krüger Ankerland e. V., ein Netzwerk für traumatisierte Kinder und Jugendliche. Der Verein Ankerland e. V. ist ein eigenständiges Behandlungsnetzwerk, in dem traumatisierte Jugendliche, unabhängig von einer klinischen Therapie, mit unterschiedlichen Therapieformen wie Musizieren, Malen, Tanz und Theater behandelt werden. Krüger und der Verein Ankerland e. V. sind dabei Teil des sog. „Hamburger Modells“, einem Netzwerk, in dem unterschiedliche professionelle Gruppen, wie das Universitätsklinikum Hamburg-Eppendorf, Deutsches Rotes Kreuz, Weißer Ring, Psychotherapeuten sowie Jugendpsychologen im Rahmen der Traumatherapie zusammenarbeiten. Den betroffenen Kindern und Jugendlichen soll dadurch vor allem fernab des regulären Krankenhausbetriebes therapeutisch geholfen werden. In Kooperation mit der Hamburger Schulbehörde ist Ankerland auch in der Jugendgewaltprävention aktiv. Im September 2011 führte die Initiative „Hamburg, wach auf! Stoppt Jugendgewalt“ einen Workshop für Schüler durch, die Opfer von Gewalt wurden.

## Schriften
- Powerbook – Erste Hilfe für die Seele. Elbe & Krueger Verlag, Hamburg 2011, ISBN 978-3-9814282-0-9.
- Erste Hilfe für traumatisierte Kinder. Patmos, Düsseldorf 2007, ISBN 978-3-491-40108-2.
- mit Luise Reddemann: Psychodynamisch Imaginative Traumatherapie für Kinder und Jugendliche. PITT-KID – Das Manual. Klett-Cotta, Stuttgart 2007, ISBN 978-3-608-89048-8.
- Akute psychische Traumatisierung bei Kindern und Jugendlichen. Ein Manual zur ambulanten Versorgung. Klett-Cotta, Stuttgart 2008, ISBN 978-3-608-89065-5.